# NGC 2248
NGC 2248 est un groupe d'étoiles situé dans la constellation des Gémeaux. 
L'astronome irlandais Edward Joshua Cooper a enregistré la position de ce groupe d'étoiles le 23 décembre 1853.